# Maison Brusttuch
La Maison Brusttuch est une ancienne maison patricienne dans la ville fortifiée de Goslar, en Allemagne. Elle est surtout connue pour ses sculptures sur bois imaginatives avec la Butterhanne (littéralement, femme à beurre). La maison est un hôtel depuis 1870 et aussi un restaurant aujourd'hui, ce qui donne « une ambiance médiévale à l'intérieur avec une décoration insolite ».

## Histoire et description
La Brusttuch (« guimpe ») a été construite de 1521 à 1526 comme une maison à trois étages pour le patricien de Goslar Johannes Thiling (v.1475–1540). C'est une maison d'angle à colombages de plan trapézoïdal. Comme elle n'a guère d'angle droit, la construction a nécessité un grand savoir-faire de la part des charpentiers, en particulier dans la construction du toit, très pentu.
Maître Simon Stappen a certainement été le sculpteur.
La riche décoration se retrouve sous une forme apparentée en Basse-Saxe : en termes d'histoire de l'art, l'édifice Renaissance est associé aux édifices également construits dans la première moitié du XVIe siècle, comme la Maison Hopper (Hoppenerhaus) de Celle ou la Huneborstelsches Haus de Braunschweig.

## Sculptures
Le sculpteur a laissé un programme pictural richement conçu sur les colombages de l'étage supérieur, qui a été formulé en interaction colorée avec des personnages de la mythologie antique. Le contenu symbolique de certaines figures et scènes animalières est parfois "difficile à décoder" aujourd'hui.
La Butterhanne sur l'un des Knaggen est presque devenu un point de repère de Goslar : cette bonne en sabots qui « beurre » d'une main dans la baratte à beurre ou fouette la crème et a relevé sa jupe de l'autre main pour faire comprendre au diable sur la péniche voisine, selon l'une des diverses légendes, avec ses fesses nues qu'elle n'a pas besoin de sa magie,.

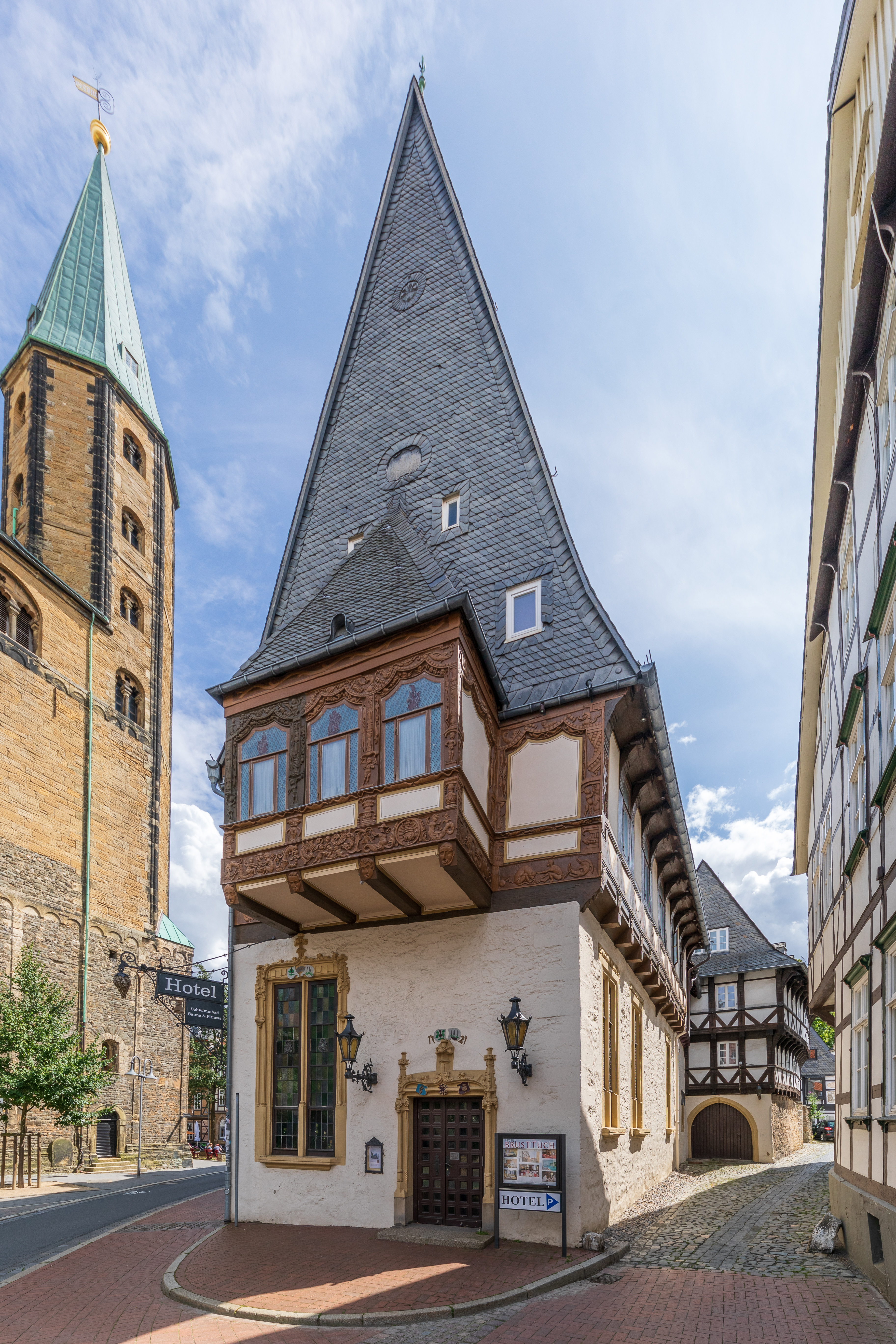
Vue de côté le long de l'église Sts Cosme et Damien
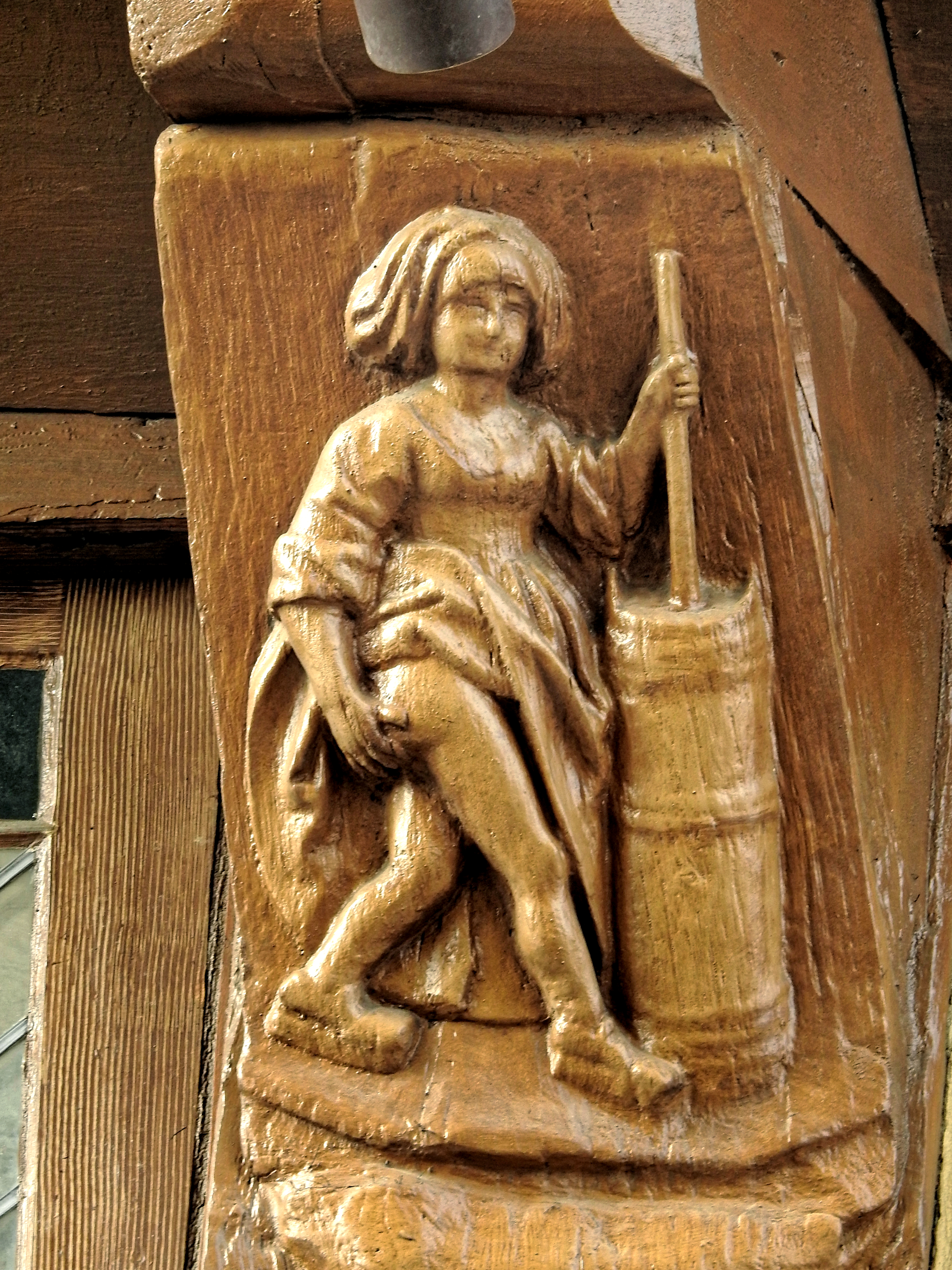
Butterhanne.
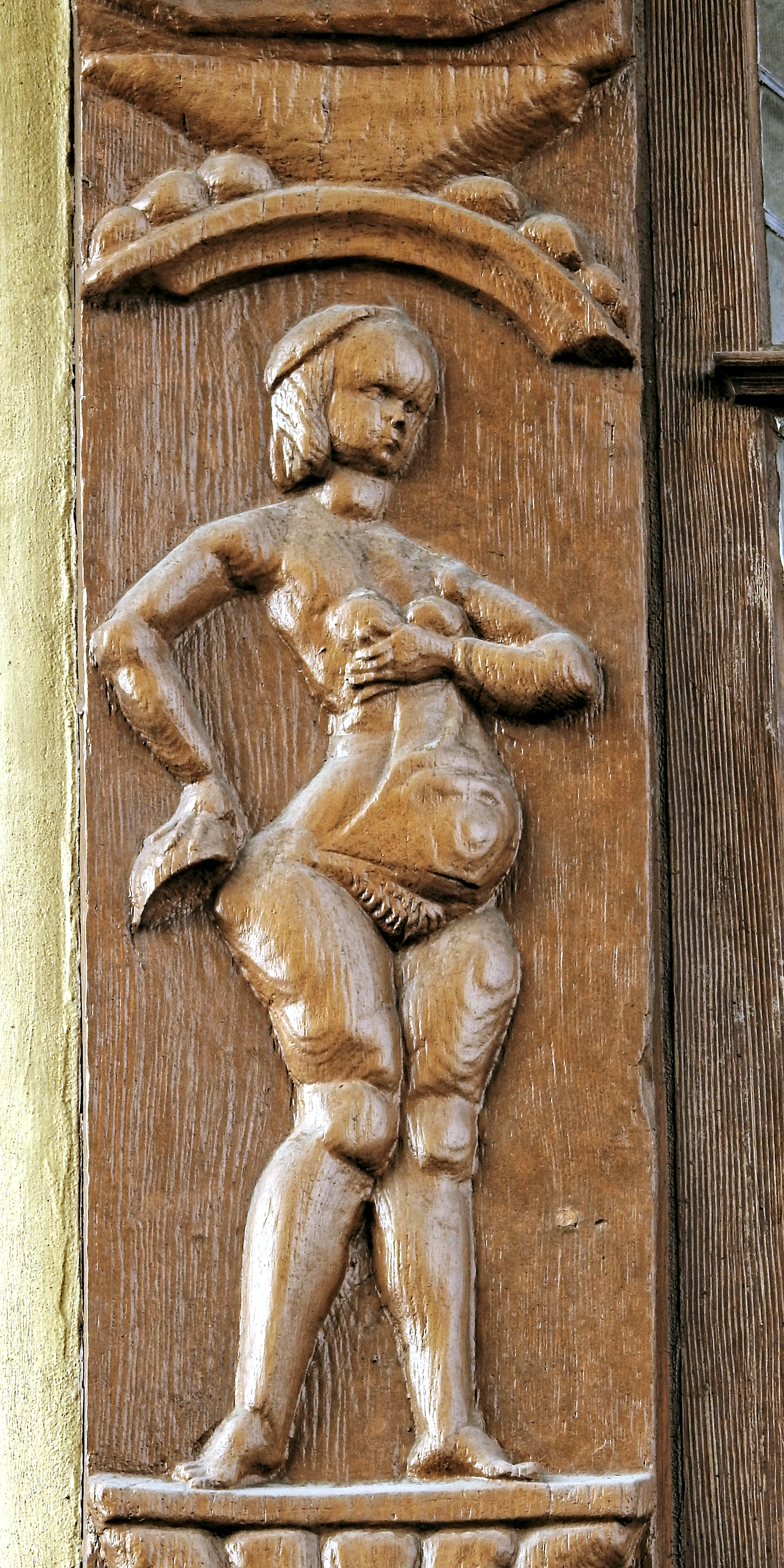
Sculpture de femme nue.
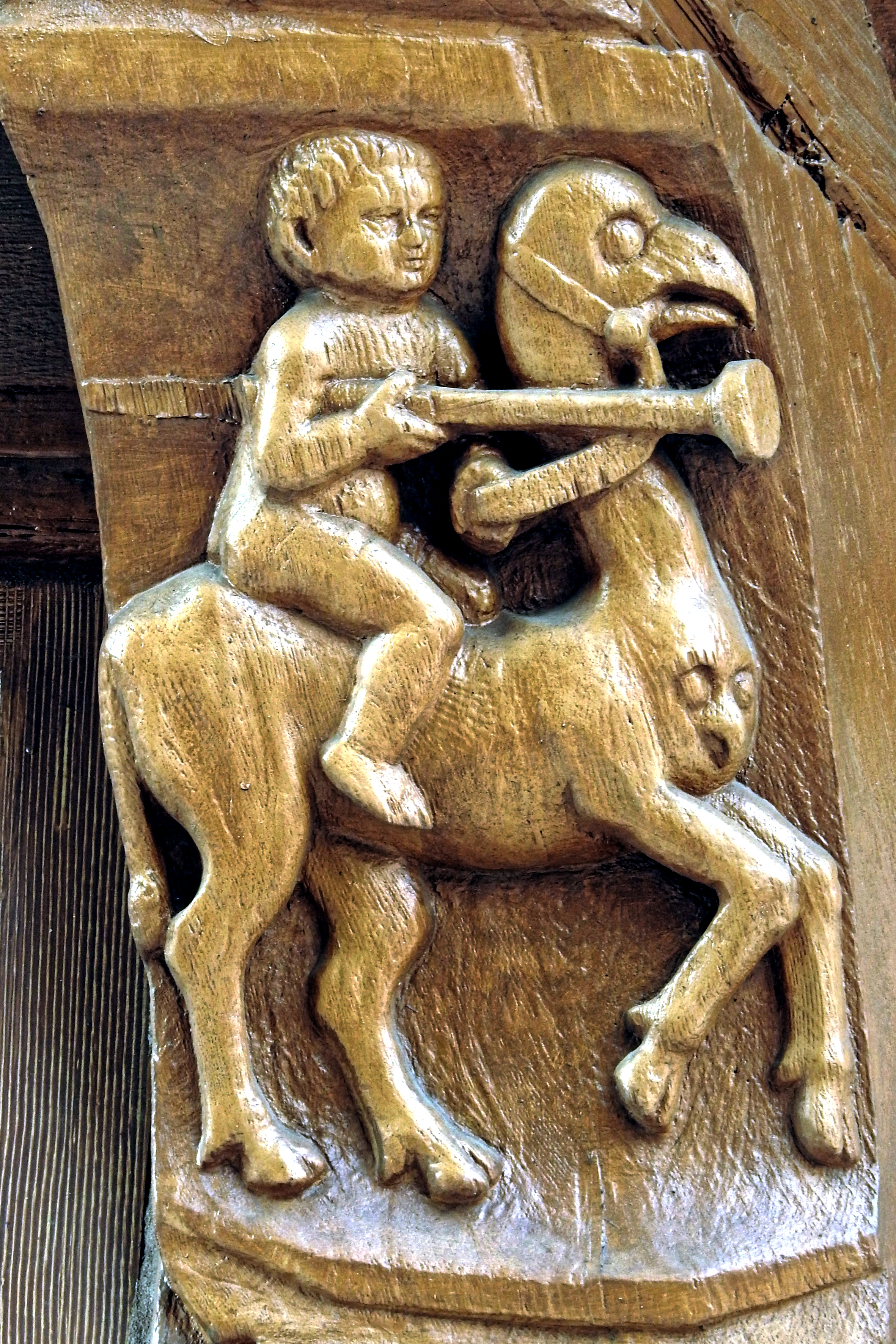
Aujourd'hui en partie difficile à déchiffrer : cavalier sur une créature légendaire.

## Liens web
- Maison "Brusttuch" dans l'atlas des monuments de Basse-Saxe
- Site internet du restaurant Brusttuch
- dasbrusttuch.com, le site de l'hôtel